# Чернишевський (Якутія)
Чернишевський (рос. Черныше́вский; якут. Чернышевскай) — селище міського типу в Мирнинському районі, Республіка Саха, Росія, розташований в 92 км від адміністративного центру району — Мирний, на південній околиці Середньосибірського плоскогір'я на березі річки Вілюй, притоки Лени. Станом на 2010 рік, його населення становило 5025 осіб

## Історія
Чернишевський був заснований в 1959 році як селище будівельників Вілюйської ГЕС і отримав статус селища міського типу статусу в 1961 році Його було названо на честь Миколи Чернишевського, який був засланий до Сибіру у 1864—1883 роках в тому числі з 1871 в сусідній Вілюйськ.
Після того, як будівництво ГЕС було завершено в 1976 році, велика кількість мешканців виїхало, з падінням населенням майже на третину у 1970—1979 рік, але залишаючись досить стабільним в наступні роки.

## Економіка та інфраструктура
Виконує функції енергетичного центру. У межах селища ГЕС, рибоводний завод, автопідприємства, виробництво будматеріалів, геологорозвідувальна експедиція, молокозавод, наукова станція (ВНІМС). Є Будинок культури, середні загальноосвітні та музична школи, заклади охорони здоров'я, торгівлі і побутового обслуговування.

### Транспорт
Чернишевський лежить на дорозі, що веде з Ленську на річці Лена до Мирного і Удачного.

## Клімат
| Клімат Чернишевський (Якутія) | Клімат Чернишевський (Якутія) | Клімат Чернишевський (Якутія) | Клімат Чернишевський (Якутія) | Клімат Чернишевський (Якутія) | Клімат Чернишевський (Якутія) | Клімат Чернишевський (Якутія) | Клімат Чернишевський (Якутія) | Клімат Чернишевський (Якутія) | Клімат Чернишевський (Якутія) | Клімат Чернишевський (Якутія) | Клімат Чернишевський (Якутія) | Клімат Чернишевський (Якутія) | Клімат Чернишевський (Якутія) |
| Показник                      | Січ.                          | Лют.                          | Бер.                          | Квіт.                         | Трав.                         | Черв.                         | Лип.                          | Серп.                         | Вер.                          | Жовт.                         | Лист.                         | Груд.                         | Рік                           |
| Абсолютний максимум, °C       | 4,9                           | 2,2                           | 12,8                          | 16,9                          | 29,5                          | 32,8                          | 36,9                          | 32,2                          | 26,1                          | 16,1                          | 5,0                           | −1,1                          | 36,9                          |
| Середній максимум, °C         | −27,8                         | −23,8                         | −12,3                         | −2,1                          | 8,0                           | 18,4                          | 22,0                          | 18,1                          | 8,9                           | −4,4                          | −19,4                         | −26,1                         | −3,2                          |
| Середня температура, °C       | −30,7                         | −27,2                         | −16,8                         | −6,6                          | 3,9                           | 13,5                          | 17,0                          | 13,3                          | 5,0                           | −7,2                          | −22,5                         | −29,3                         | −7,2                          |
| Середній мінімум, °C          | −34,6                         | −31,7                         | −22,5                         | −12,9                         | −1,4                          | 7,4                           | 11,1                          | 8,0                           | 0,7                           | −10,9                         | −26,6                         | −33,4                         | −12,1                         |
| Абсолютний мінімум, °C        | −57,2                         | −53,9                         | −50                           | −43,9                         | −17,8                         | −11                           | 0,0                           | −7,8                          | −15                           | −37,2                         | −51,1                         | −60                           | −60                           |
| Норма опадів, мм              | 19.2                          | 18.0                          | 27.8                          | 32.7                          | 37.7                          | 57.2                          | 52.3                          | 44.7                          | 47.0                          | 56.2                          | 34.6                          | 23.7                          | 451.1                         |
| Днів з опадами                | 24,0                          | 20,6                          | 18,1                          | 13,8                          | 12,6                          | 12,2                          | 10,4                          | 13,0                          | 17,0                          | 25,7                          | 25,3                          | 22,9                          | 215,6                         |
| ----------------------------- | ----------------------------- | ----------------------------- | ----------------------------- | ----------------------------- | ----------------------------- | ----------------------------- | ----------------------------- | ----------------------------- | ----------------------------- | ----------------------------- | ----------------------------- | ----------------------------- | ----------------------------- |